# Pomplamoose
Pomplamoose är en indiepop-duo från Kalifornien, USA, bestående av multinstrumentalisten Jack Conte och Nataly Dawn, (egentligen Natalie Knutsen). 
Bandet bildades sommaren 2008. 2009 hade duon sålt 100 000 låtar över internet. Pomplamoose har nått sin framgång främst genom YouTube och Myspace. 
Namnet "Pomplamoose" är en engelsk tolkning av det franska ordet "pamplemousse" som betyder grapefrukt.

## Diskografi

### Album
- Pomplamoose VideoSongs
  - Utgivningsdatum: 11 mars 2009
  - Skivbolag: ShadowTree Music
  - Format: Digital nedladdning

1. Pas Encore
2. Hail Mary
3. Be Still
4. Centrifuge
5. Beat the Horse
6. Twice as Nice
7. Little Things
8. Expiration Date

- Tribute To Famous People
  - Utgivningsdatum: 15 mars 2010
  - Skivbolag: ShadowTree Music
  - Format: Digital nedladdning

1. My Favorite Things
2. La Vie en Rose
3. Nature Boy
4. Single Ladies (Put a Ring on It)
5. September
6. Mister Sandman (featuring Ryan Lerman)
7. Beat It
8. Makin' Out
9. I Don't Want to Miss a Thing
10. Telephone

### EP
- 3 New Songs Woot! (2010)
  - Utgivningsdatum: 19 januari 2010
  - Skivbolag: ShadowTree Music
  - Format: Digital nedladdning

1. If You Think You Need Some Lovin'
2. Another Day
3. I Don't Know

- Pomplamoose Christmas
  - Utgivningsdatum: 2010
  - Skivbolag: ShadownTree Music
  - Format: Digital nedladdning

1. Up on the House Top
2. Jingle Bells
3. Deck The Halls
4. Dance of the Sugar Plum Fairy
5. Always In The Season

### Singlar
- Jungle Animal tillsammans med Allee Willis (2010)